# Церква Святого Миколая (Москва)
Церква Святого Миколая (рос. Храм Святителя Миколая; Храм святителя Николая Мирликийского в Котельниках) — чинний православний храм Покровського благочиння Московської міської єпархії Російської православної церкви. Патріарше подвір'я Православної церкви Чеських земель і Словаччини. Об'єкт культурної спадщини федерального значення.

## Історія

### Походження назви
Церква Миколи Чудотворця, що в Котельниках (рос. Церковь Николая Чудотворца, что в Котельниках) розташована в Таганському районі Центрального адміністративного округу Москви за адресою 1-й Котельницький провулок, будинок 8. Назва церкви як і району, Котельники походить від відомої в XVII ст. Котельницької слободи чи слободи Котельників (не плутати з однойменним містом), де оселилося об'єднання ремісників, які виготовляли котли чи металевий посуд.
Інші назви:
- Миколо-Котельницька церква (рос. Николо-Котельническая церковь)
- Нікольська церква (рос. Никольская церковь)
- Миколаєвська церква (рос. Николаевская церковь)
- Церква Миколи (рос. Николы церковь)
- Церква Миколи Угодника (рос. Николы Угодника церковь)
- Церква Миколи Мирлікійського (рос. Николая Мирликийского церковь)
- Свято-Нікольська церква (рос. Свято-Никольская церковь)
- Святонікольська церква (рос. Святоникольская церковь)

### Церква Святої Трійці
Перша згадка про дерев'яну каплицю на місці сучасної церкви Святого Миколая відноситься до 1547 року й відома як церква Святої Трійці. Будівлю побудували на березі річок Москва та Яузи біля підніжжя південно-західного схилу Швивого пагорба (рос. Швивая горка). Територія сучасного Таганського району почала активно заселятися між XV—XVI ст. ремісниками. 1625 року каплиця згоріла, а на її місці побудували дерев'яну церкву Миколая Чудотворця в Котельниках.

### Нікольський храм

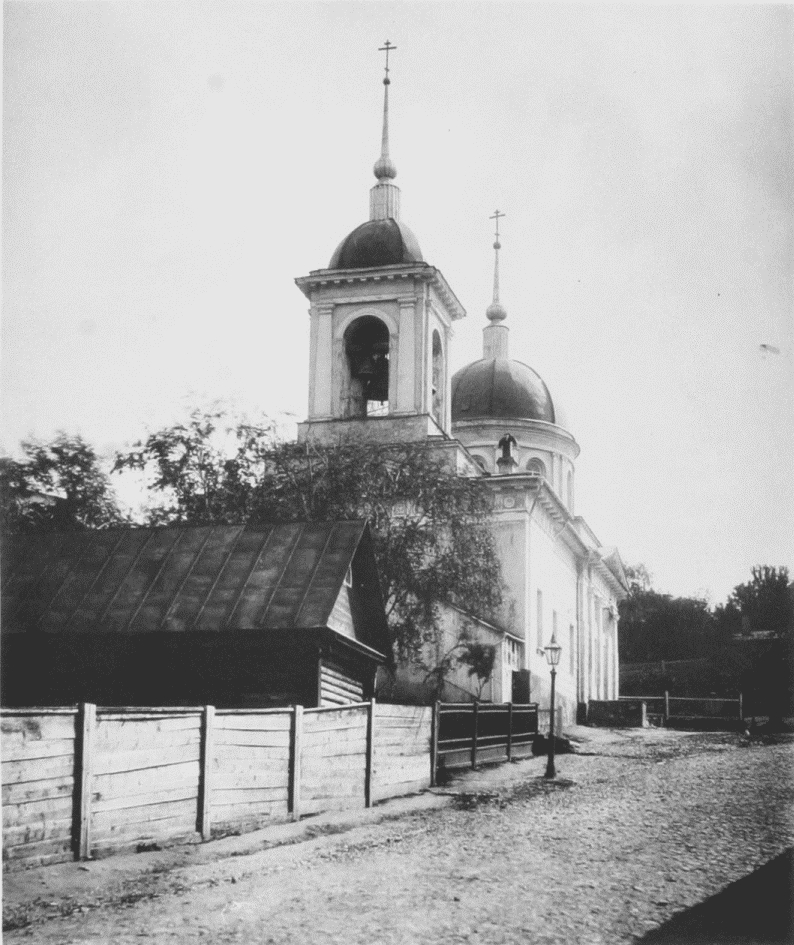
Фото з альбому Миколи Найдьонова. 1882 рік

1657 року на кошти купців Строганових дерев'яну церкву Миколи Чудотворця перебудували в кам'яну церкву. У новому Нікольському храмі облаштували родинну усипальницю Строганових.
У церкві 1688 року головний престол був освячений ім'ям святого Миколая, а приділ — на честь преподобних Зосима й Саватія Соловецьких. Згодом, при церкві були поховані Григорій Строганов (1715), його дружина Марія (1734) та інші члени родини Строганових.
До початку XIX століття церква була майже зруйнована й 1812 року сильно постраждала через масштабну московську пожежу й тому, Нікольську церкву приписали до церкви святих Косми й Даміана (розміщувалась на 3-му Котельницькому провулку й була зруйнована 1936 року).

### Сучасна церква

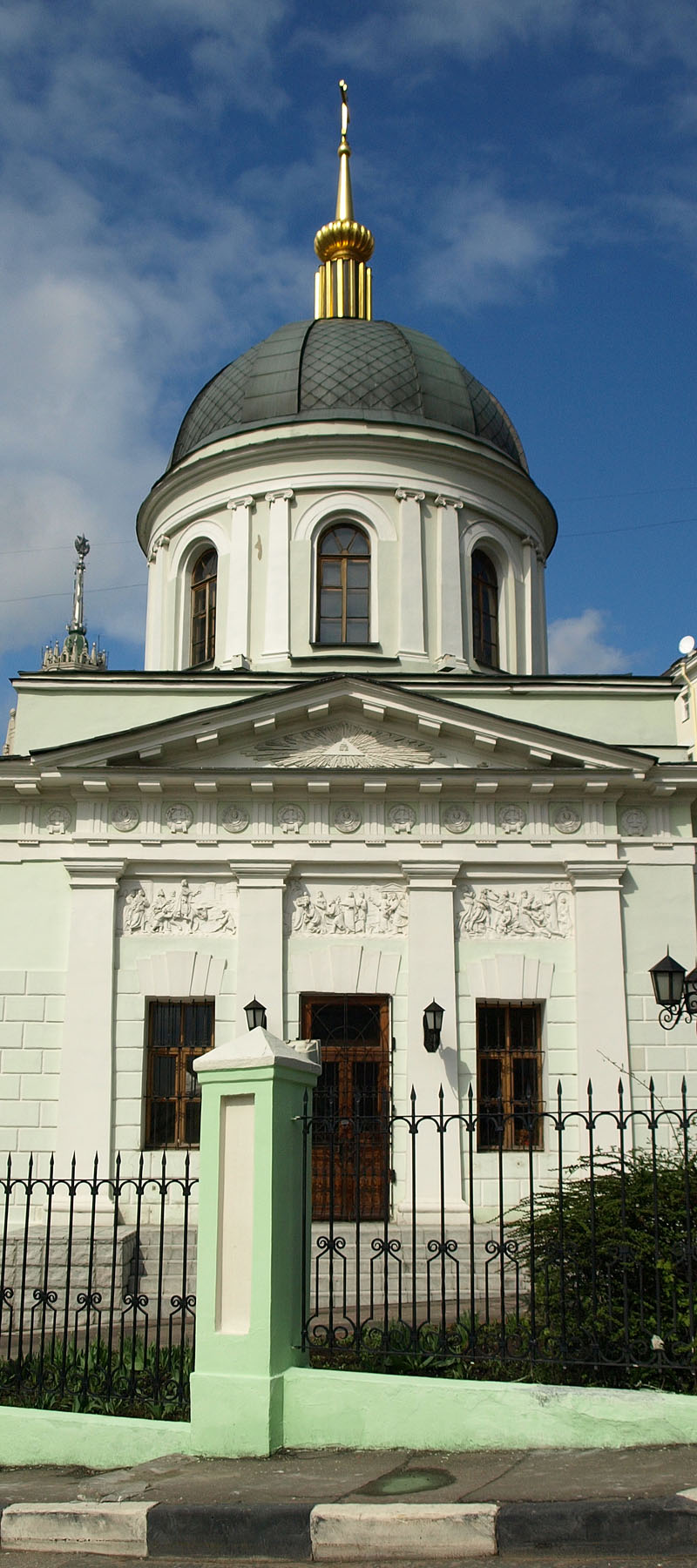
Південний вхід

1822 року за сприяння князя Сергія Михайловича Голіцина (1774—1859), громадського діяча й дійсного таємного радника 1-го класу розпочалось будівництво нової церкви Святого Миколая. Церкву розмістили на схилі Швивого пагорба, завдяки чому вона добре оглядалась як з берега річки, так і з провулка. Автор проєкту — архітектор Осип Бове, відомий забудовник Москви. 24 серпня 1824 року (за старим стилем) Нікольська церкву освятив митрополит Московський Філарет. Споруду збудували в стилі ампір у формі четверика, на який встановили ротонду з напівциркульними арочними вікнами розділеними пілястрами. Південний бік церкви, що виходить на провулок, прикрасили декоративним портиком із трьома скульптурними барельєфними композиціями — «Вхід Господній в Єрусалим», «Поклоніння волхвів», «Побиття немовлят». У північній частині — встановили вівтар преподобних Зосима й Саватія Соловецьких. Через перепад рельєфу в церкві підвищили підніжжя трапезної і дзвіниці. 1873 року на кошти Євдокії Виноградової, вдови диякона, у трапезній розмістили приділ великомучениці Євдокії. До нього, як і до дзвіниці побудували парадні сходи.
1892 року церкву Святого Миколая реставрували. Автором проєкту перебудови став архітектор Микола Марков, талановитий російський зодчий Москви й Підмосков'я.

### Радянський період
У радянську добу, 1932 року Нікольську церкву закрили й вилучили чимало релігійних предметів. Деякі предмети передали до музею-заповідника й до храмів у Коломенському, все інше було пограбовано чи знищено. З церкви Святого Миколая були зняті хрести й купола, збиті рельєфи, зруйнована церковна огорожа. Після перебудови в споруді розмістили хімічну лабораторію відділу геології.
У 1970-х роках споруда Нікольської церкви була частково реставрована й «потрапила під охорону держави як пам'ятка архітектури». Того ж часу були знищені сімейні поховання Голіциних і Строганових.

### Відродження церкви
Указом патріарха Московського й всієї Русі Алексія II від 14 серпня 1991 року церкві святителя Миколая надали статус патріаршого подвір'я. Настоятелем храму став ієрей Михайло Жуков. 1992 року провели обряд освячення і реставраційні роботи. До храму повернулися збережені останнім священиком протоієреєм Миколаєм (Чертковим) старовинні ікони. Серед них була Чудотворна феодорівська ікона Божої Матері. Дві ікони преподобних Зосима й Саватія Соловецьких зберігались у церкві Миколи Чудотворця в Москві.
1998 року в церкві відкрили представництво Православної церкви Чеських земель і Словаччини в Москві. 28 жовтня 1998 року відбулося урочисте Велике освячення храму патріархом Московським і всієї Русі Алексієм II. Присутній на освяченні Нікольського храму митрополит Дорофей від імені Православної церкви Чеських земель і Словаччини нагородив ієрея Михаїла (Жукова) орденом рівноапостольних святих Кирила і Мефодія за заслуги у відновленні церкви.
28 січня 2020 року споруди церкви й причту передано у власність Російської православної церкви (розпорядження Департаменту міського майна міста Москви № 2282 і 2287). Головний престол освячений на честь Миколи Чудотворця; боковий вівтар на честь преподобних Зосими й Саватія Соловецьких, приділ, що з правого боку трапезної частині храму, освячений на честь мучениці Євдокії.

### Представництво Православної церкви Чеських земель і Словаччини в Москві

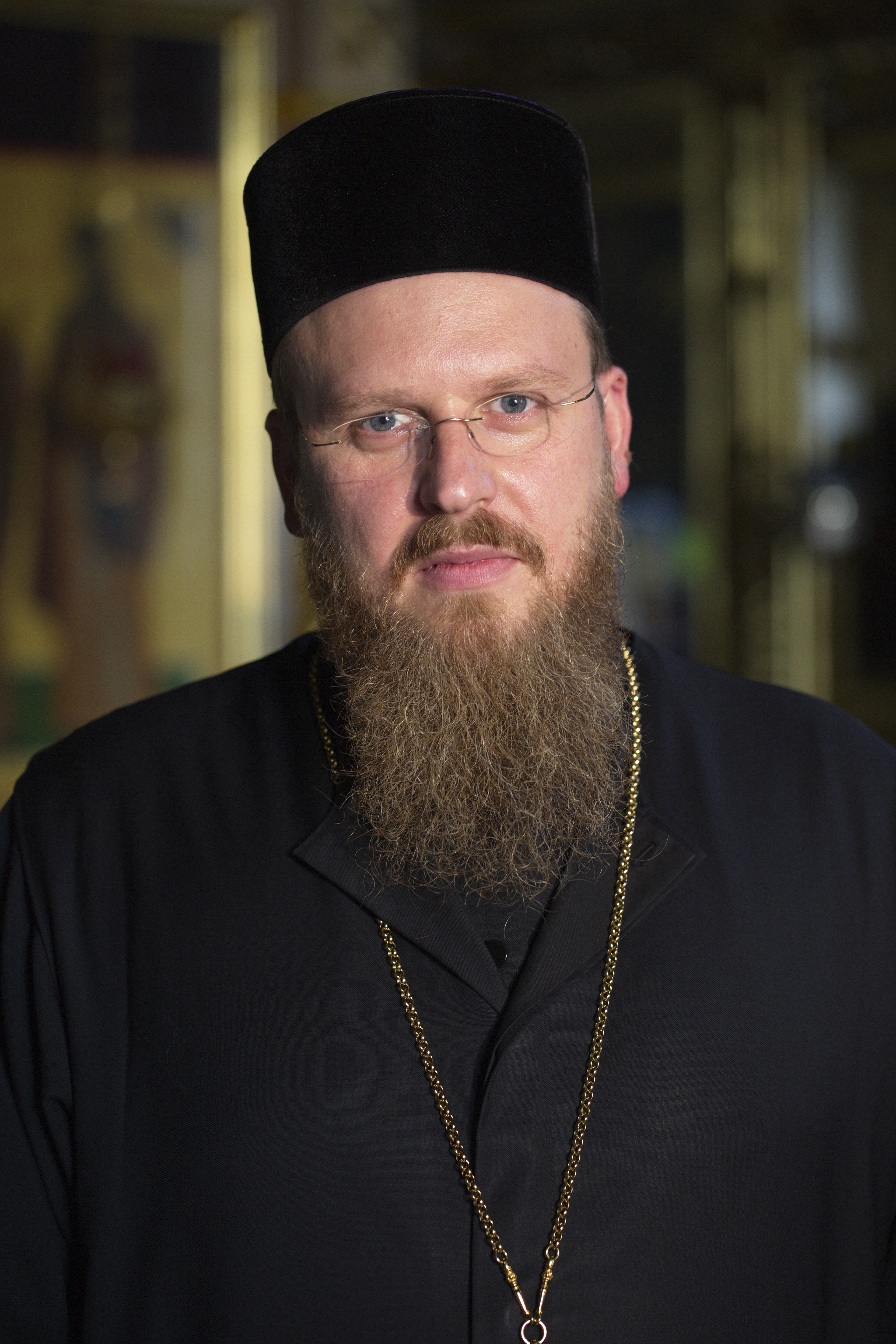
Архімандрит Серафим (Шемятовський)

5 жовтня 1999 року Священний синод Руської православної церкви ухвалив відкрити подвір'я Православної церкви Чеських земель і Словаччини в московській церкві Святителя Миколая. 2000 року першим представником Православної церкви Чеських земель і Словаччини в Москві був обраний настоятель церкви Святого Миколая — протопресвітер Михайло Дандар.
2005 року виконувати обов'язки настоятеля був обраний ігумен Симеон (Шевцов). За його керівництва реставрували іконостас у прибудові преподобних Зосима й Саватія Соловецьких, розширили верхній ряд головного іконостасу. У період від 25 червня 2006 року до 2 жовтня 2013 року настоятелем храму призначили протоієрея Олексія Ющенко. Від 3 жовтня 2013 року до 26 березня 2014 року обов'язки настоятеля церкви виконував ієрей Андрій Нікольський.
27 березня 2014 року рішенням Священного синоду Православної церкви Чеських земель і Словаччини представником при патріархові Московському і всієї Русі настоятелем церкви Святого Миколая був призначений архімандрит Серафим (Шемятовський). Він є майстром розпису ікон і фресок у храмах Росії, Чехії, Словаччини, США, Швеції, Великої Британії, Ірландії, Швейцарії. 2010—2014 рр. був кліриком кафедрального собору в ім'я святих Кирила і Мефодія міста Михайловці (Словаччина) і особистим секретарем архієпископа ГеоргіяМихалівсько-Кошицької православної єпархії. Має ступінь магістра богослов'я.

## Реліквії церкви
- Частина мощей святих мучеників — княгині Людмили й князя В'ячеслава Чеських
- Частинка мощей святого Миколая
- Ікона Божої Матері Феодоровська
- Казанська ікона Божої Матері
- Ікона з частинкою святих мощей святої великомучениці Варвари
- Ікона з частками мощей святих князя Петра й княгині Февронії
- Ікона з частинкою святих мощей Нектарія Егінського
- Ікона великомученика Георгія Побідоносця з часткою святих мощей
- Ікона святого благовірного князя Олександра Невського з часткою мощей
- Ікона великомученика й цілителя Пантелеймона з часткою його мощей[12]

## Галерея

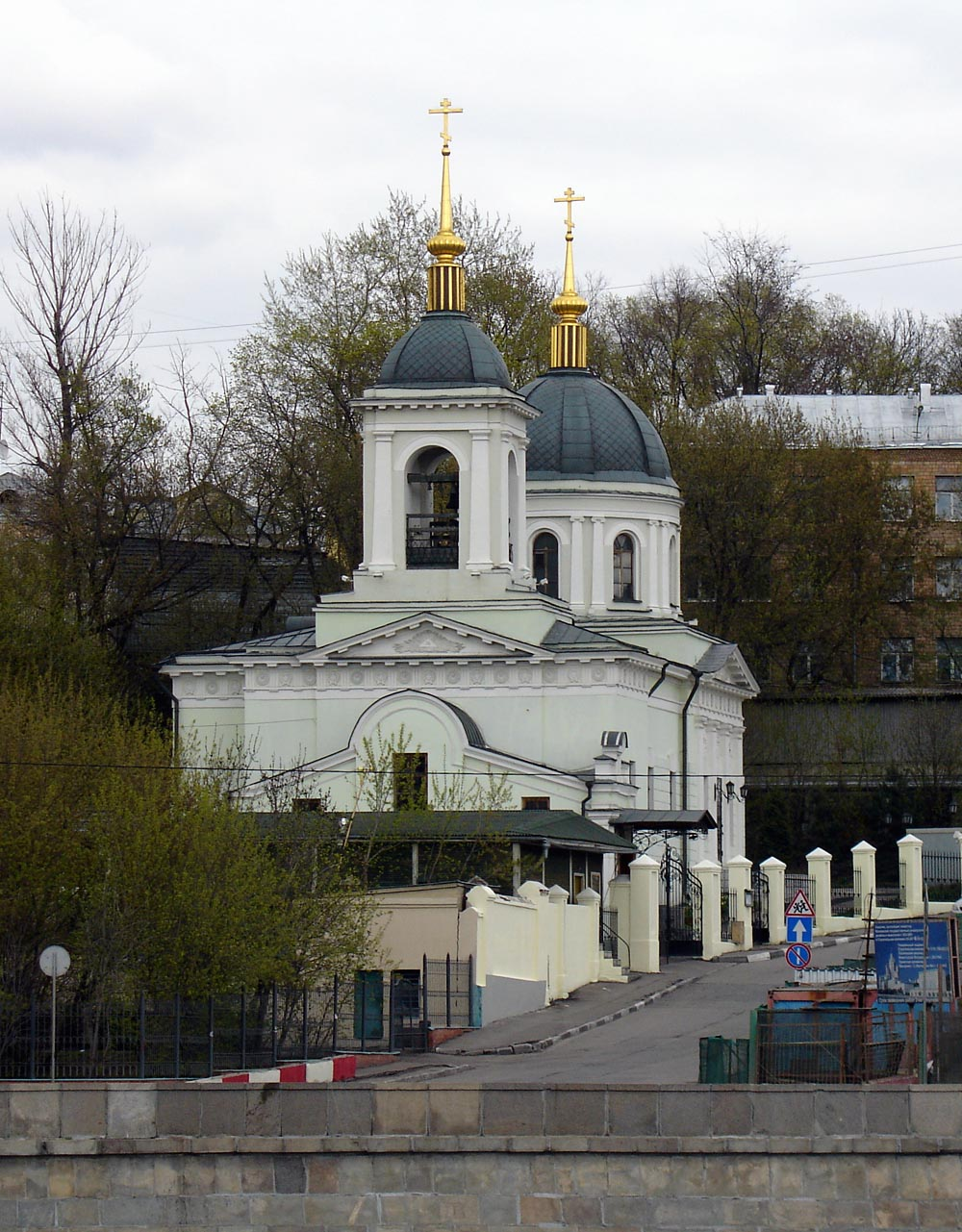
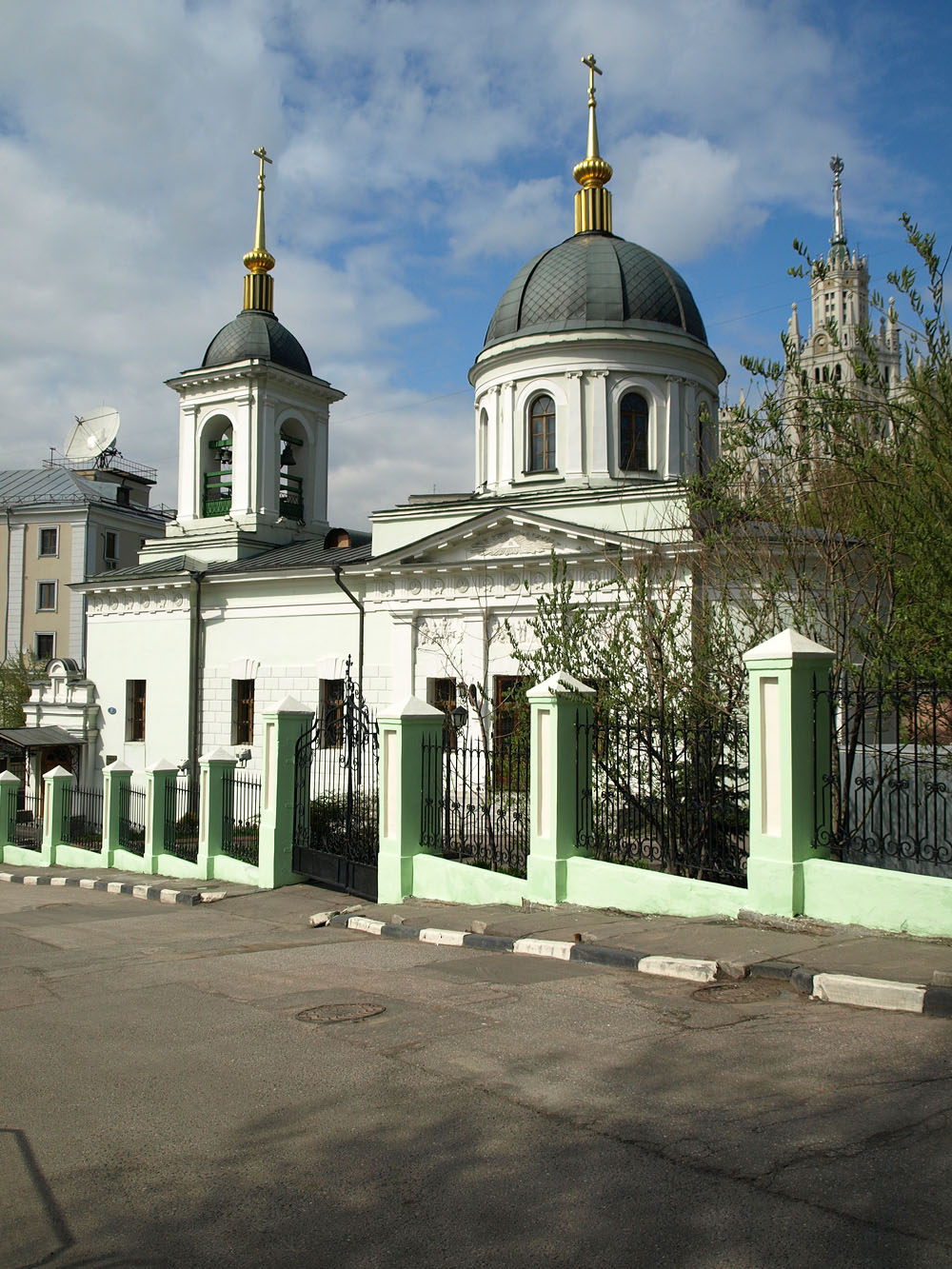
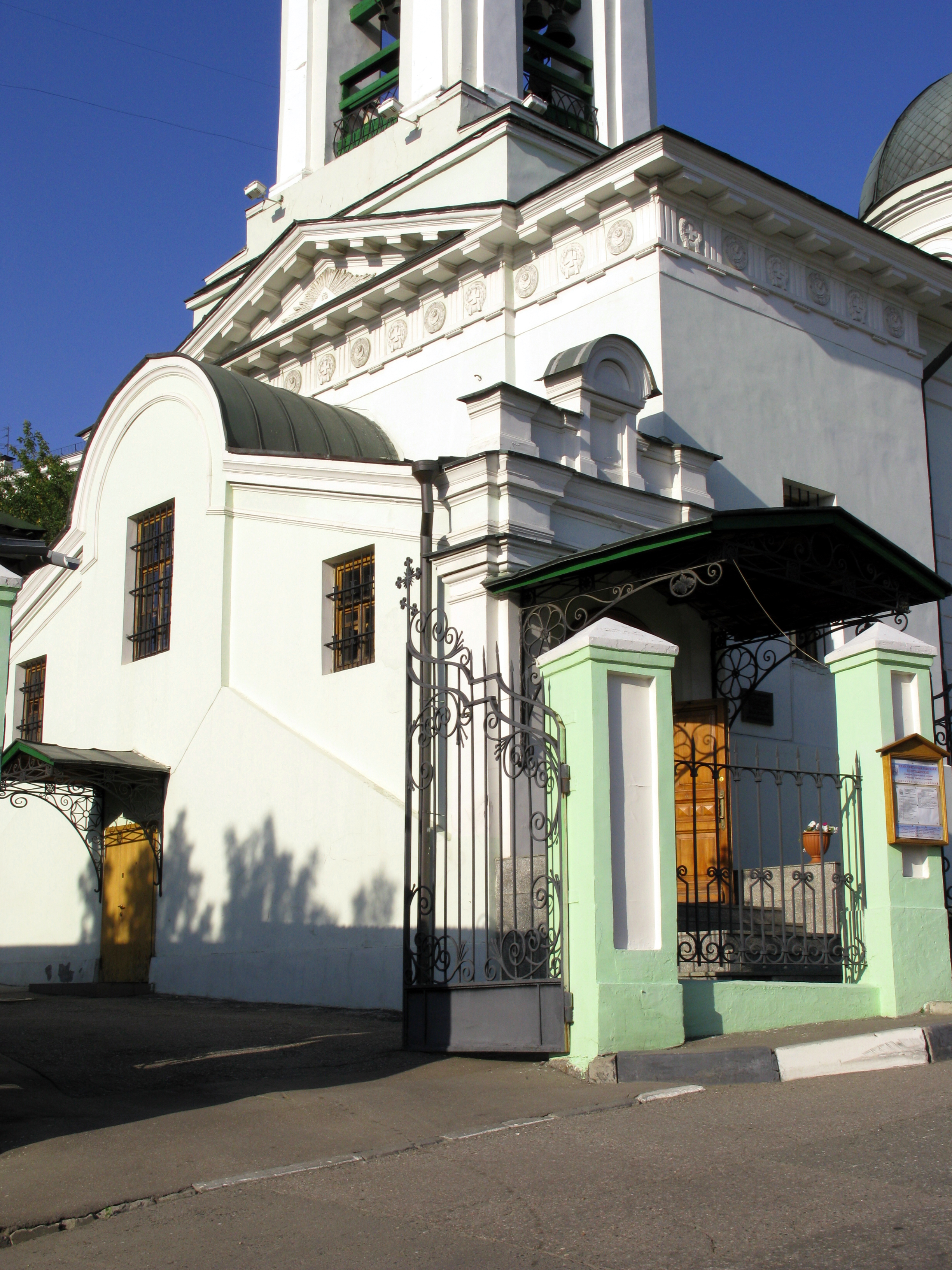